# LituanicaSAT-1
LituanicaSAT-1 (также LituanicaSAT-OSCAR 78 или LO-78) — литовский радиолюбительский спутник, разработанный в Вильнюсском университете. Был выведен на орбиту в 2014 году, и наряду с наноспутником LitSat-1 является первым спутником Литвы.

## Описание
Работа над проектом спутника началась в 2012 году. В его конструировании принимали участие около 300 человек: учёные, инженеры, студенты и программисты. Спутнику дали название Lituanica — это название самолёта, на котором два литовских пилота Стяпонас Дарюс и Стасис Гиренас в 1933 году осуществили беспосадочный перелёт через Атлантический океан. Одной из задач являлось проверка возможностей использования спутника для борьбы с космическим мусором.
LituanicaSAT-1 основан на стандарте CubeSat и сконструирован на базе спутниковой платформы 1U. Он имеет размеры 10 см × 10 см × 10 см и вес 1,090 кг. Управляется LituanicaSAT-1 полётным процессором на основе микроконтроллера Cortex-M4F от ARM. В качестве резервного служит микроконтроллер Arduino-Mega2560.
Он был запущен вместе с ещё одним литовским наноспутником LitSat-1, став одним из двух первых спутников Литвы. Оба спутника были выведены на околоземную орбиту 28 февраля 2014 года с Международной космической станции, после того как 9 января они были доставлены туда космическим грузовиком Cygnus (Cygnus CRS Orb-1), запущенным с космодрома Уоллопс. Спутник пробыл на орбите до 28 июля.
Спутник оснащён камерой VGA и 145/435 МГц FM голосовым транспондером. Он посылал радиосигналы с позывным LY5N.
Поскольку LituanicaSAT-1 рассматривается как субспутник МКС, он получил идентификатор NSSDC ID 1998-067EN, который был получен от МКС.